# Kraličky (Chlístovice)
Kraličky (německy Klein Kralitz) je malá vesnice, část obce Chlístovice v okrese Kutná Hora. Nachází se asi čtyři kilometry jihozápadně od Chlístovic.
Kraličky leží v katastrálním území Kralice o výměře 3,57 km².

## Historie
První písemná zmínka o vesnici pochází z roku 1670.

## Fotogalerie

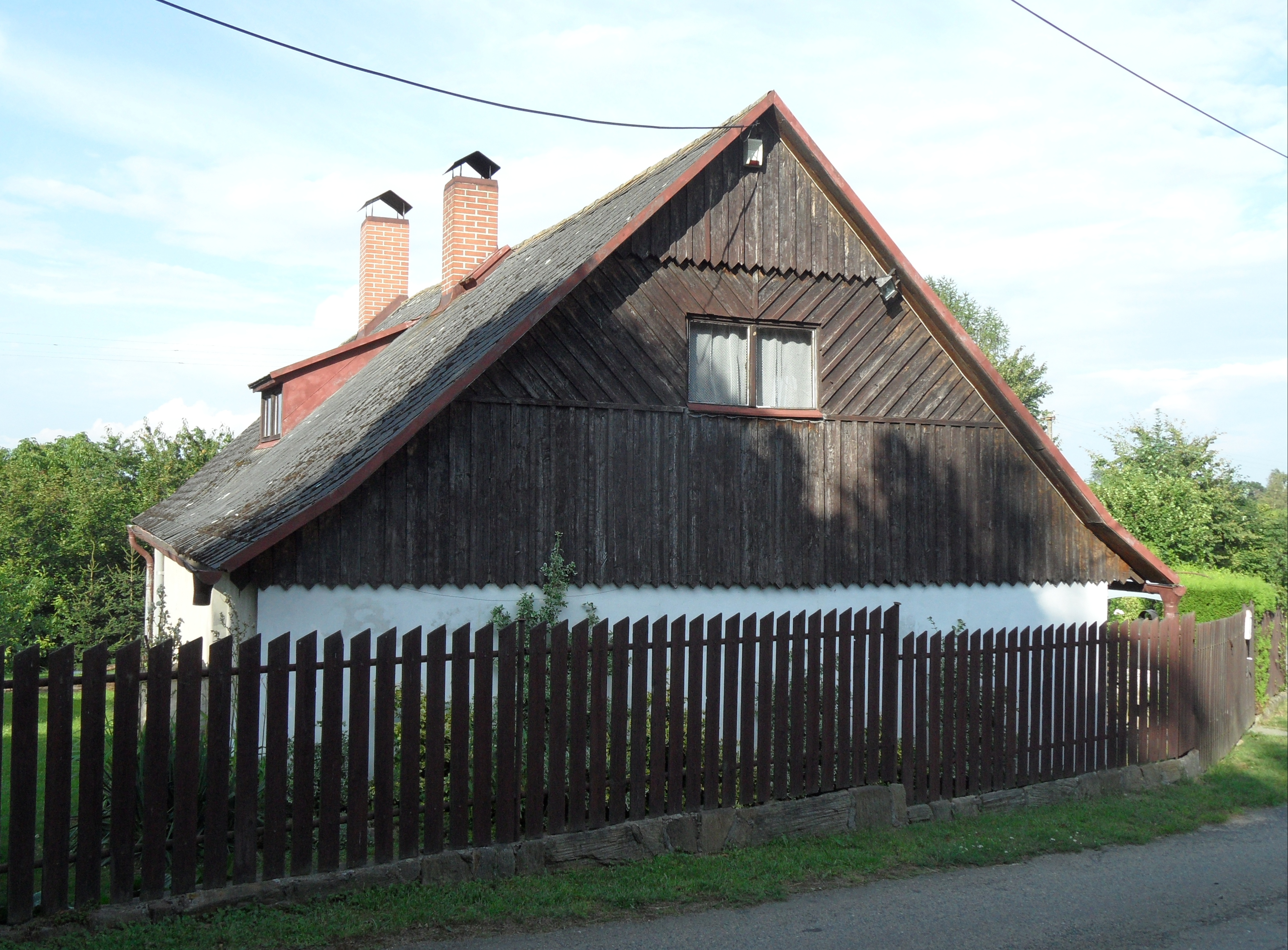
Venkovské stavení
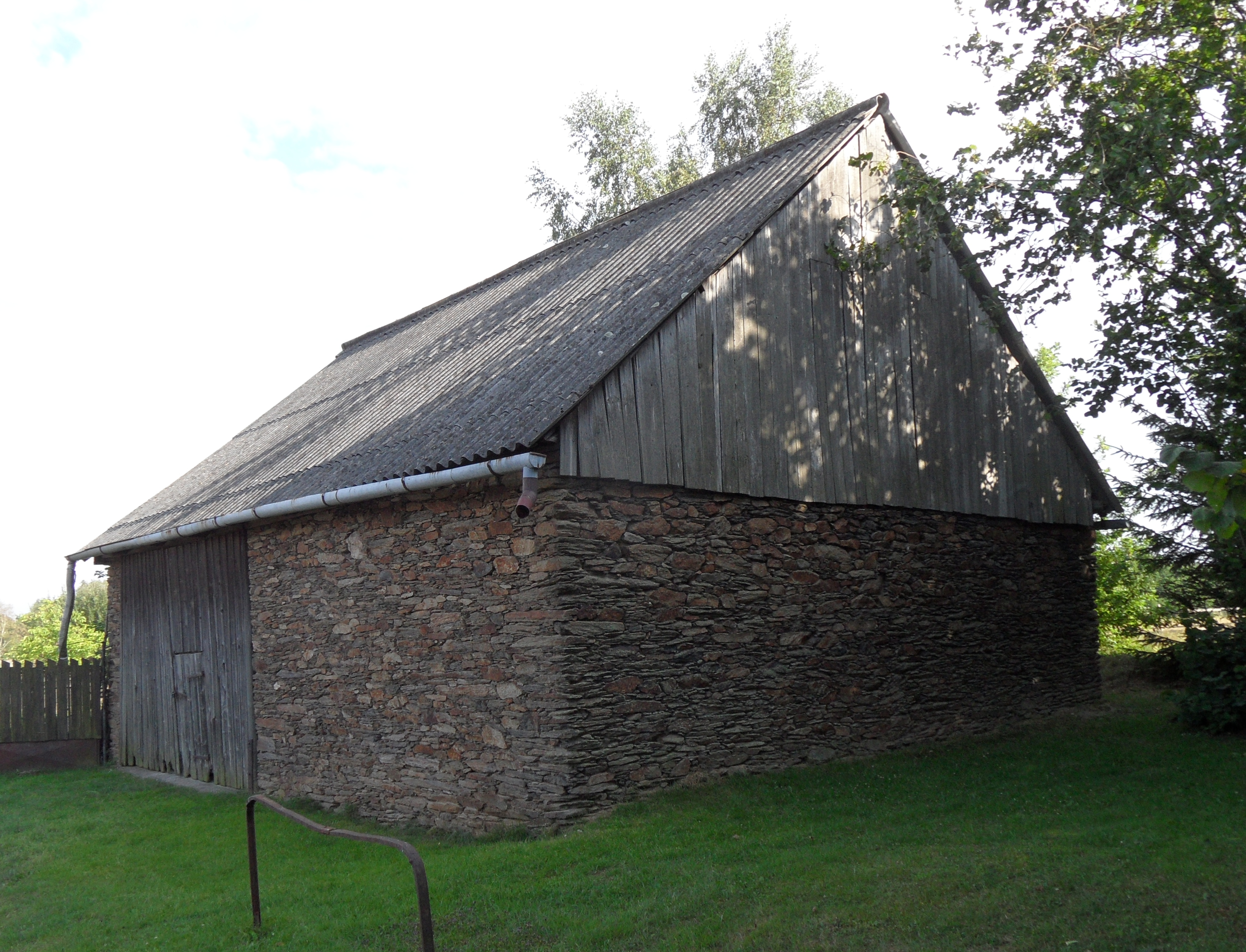
Hospodářské stavení
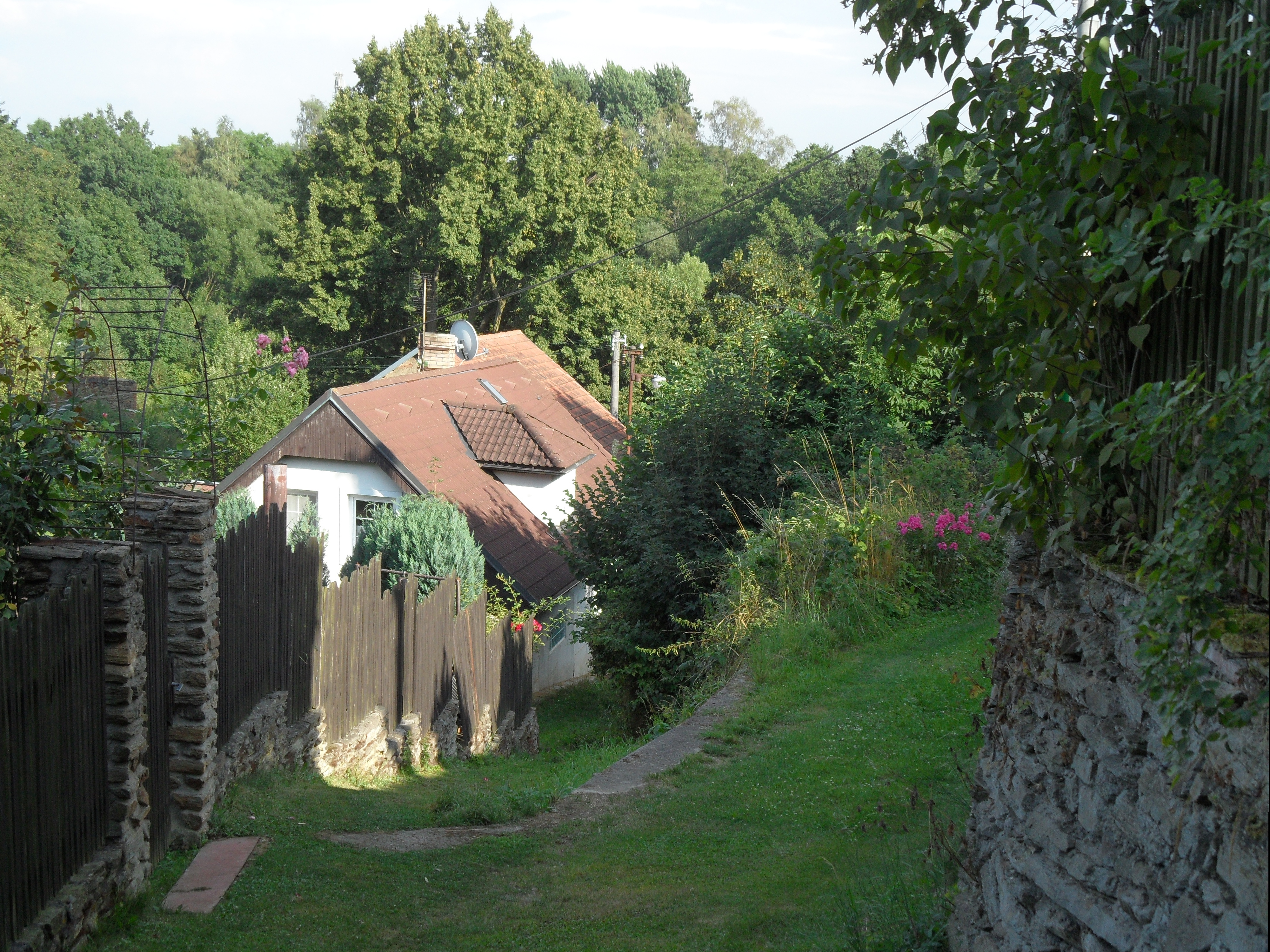
Domy podél pěší cesty
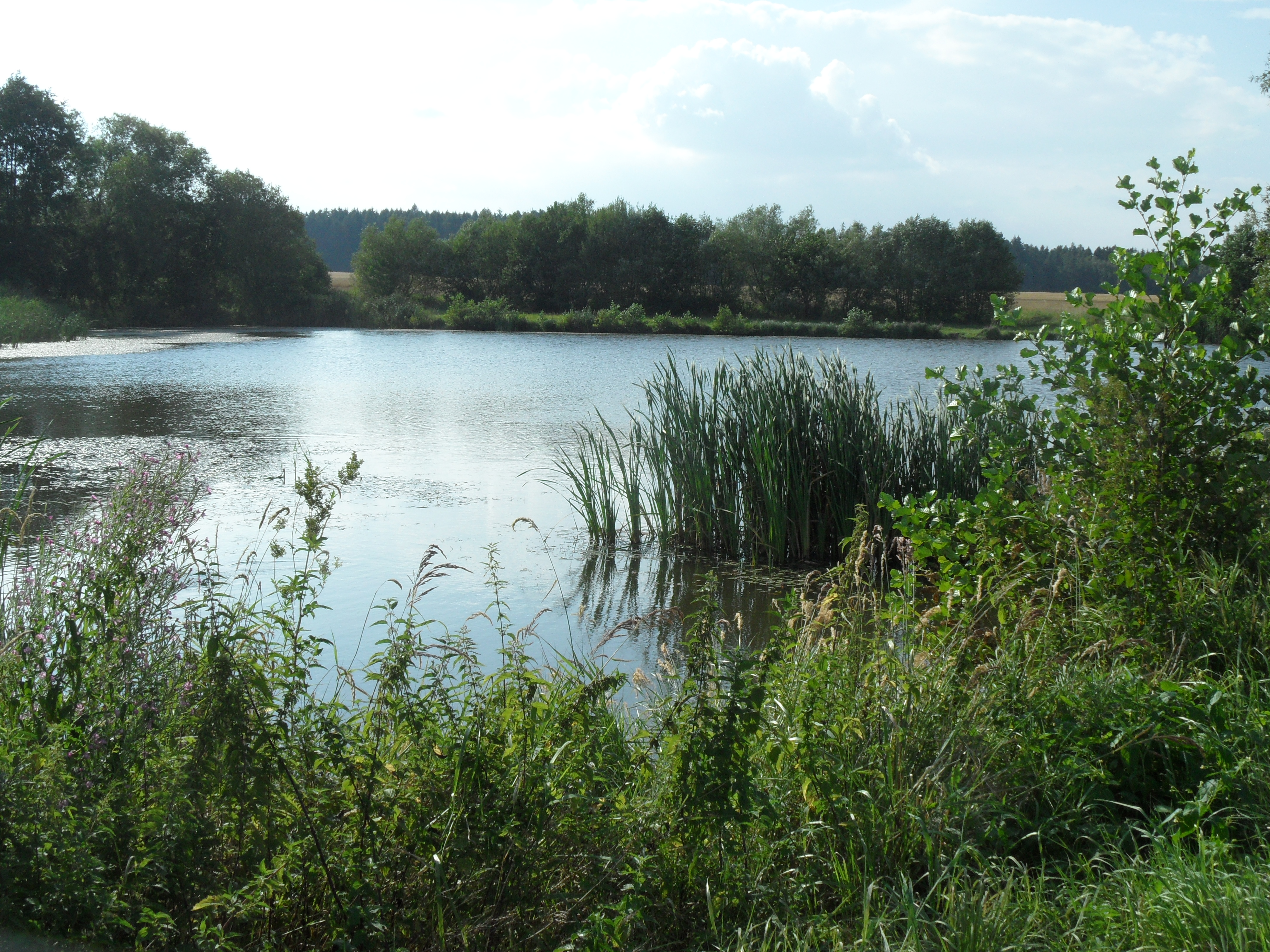
Náveský rybník na Kraličském potoku